# Gustaf Wilhelm Palm
Gustaf Wilhelm Palm, född 14 mars 1810 på Herrelövs gård utanför Kristianstad, död 20 september 1890 i Stockholm, var en svensk landskapsmålare och professor.

## Biografi
Palm inledde sina studier med ledning i teckning hos ritmästaren i Lund Anders Arvid Arvidsson och studerade från 1828
vid konstakademin i Stockholm, samtidigt som han försörjde sig genom att kolorera planschverk. Palms målningar från ungdomstiden utgjordes av landskap, som nära anslöt sig till Fahlcrantz romantiska naturuppfattning. En resa till Norge sommaren 1833 medförde ett starkare realistisk inlag i hans konst under de följande åren. I hans litografiska planschverk Cronquier efter naturen (1837) kom detta drag fram.
År 1837 reste han till Berlin för att söka bot för en ögonsjukdom. Återställd från sin sjukdom fortsatte han dock sin resa genom Europa, stannade två år i Wien och kom 1840 till Italien. Under tiden lyckades han väl med att sälja sina målningar, som alltmer rönte inflytande från Johan Christian Dahls landskapsmåleri. Vintern 1840–1841 vistades han i Venedig och fyllde sina skissböcker med motiv från staden och kom i juli 1841 till Rom. Här kom han att stanna i 11 år och kom att bli huvudgestalten i den konstnärskoloni som kom att dominera svenskt konstliv fram till Düsseldorfskolans genombrott. Palm företog en resa till Sicilien och Spanien 1851.
Hemkommen till Sverige 1852, efter ett uppehåll i Paris, blev han ledamot av de Fria konsternas akademi, varav han 1845 blivit agré. År 1859 blev han lärare vid akademins teckningsskola. Vid indragningen av skolan 1880 erhöll han professors titel och pension.
Bland yngre konstnärer kom Palm under öknamnet "Palma Vecchio" att ses som en ensam representant för en gången tids stilideal. Utan att bekymra sig om nyare rörelser inom konsten fortsatte Palm livet ut att måla fint utpenslade, ljusa och färgglada italienska ideallandskap, omväxlande med stadsmotiv från Stockholm, Visby och Lund. Intim realist i detaljerna, tillämpade Palm i dessa en starkt idealiserande uppfattning i kompositionen, varvid bland annat tyska och italienska motiv ur skissböckerna ingick som romantiska inslag i den nordiska miljö. Palms svenska motiv har ofta en kyligt gråaktig färgskala. Största delen av Palms studier och skisser finns på Nationalmuseum.
Palm finns representerad vid  bland annat Göteborgs konstmuseum, Norrköpings konstmuseum, Uppsala universitetsbibliotek, Nationalmuseum i Stockholm, Stadsmuseet i Stockholm och Kalmar konstmuseum.
Han var sedan 1856 gift med Eva Sandberg (1825–1893), dotter till konstnären och professorn Johan Gustaf Sandberg samt far till konstnären Anna Palm de Rosa. Makarna Palm är begravda på Norra begravningsplatsen utanför Stockholm.

## Galleri

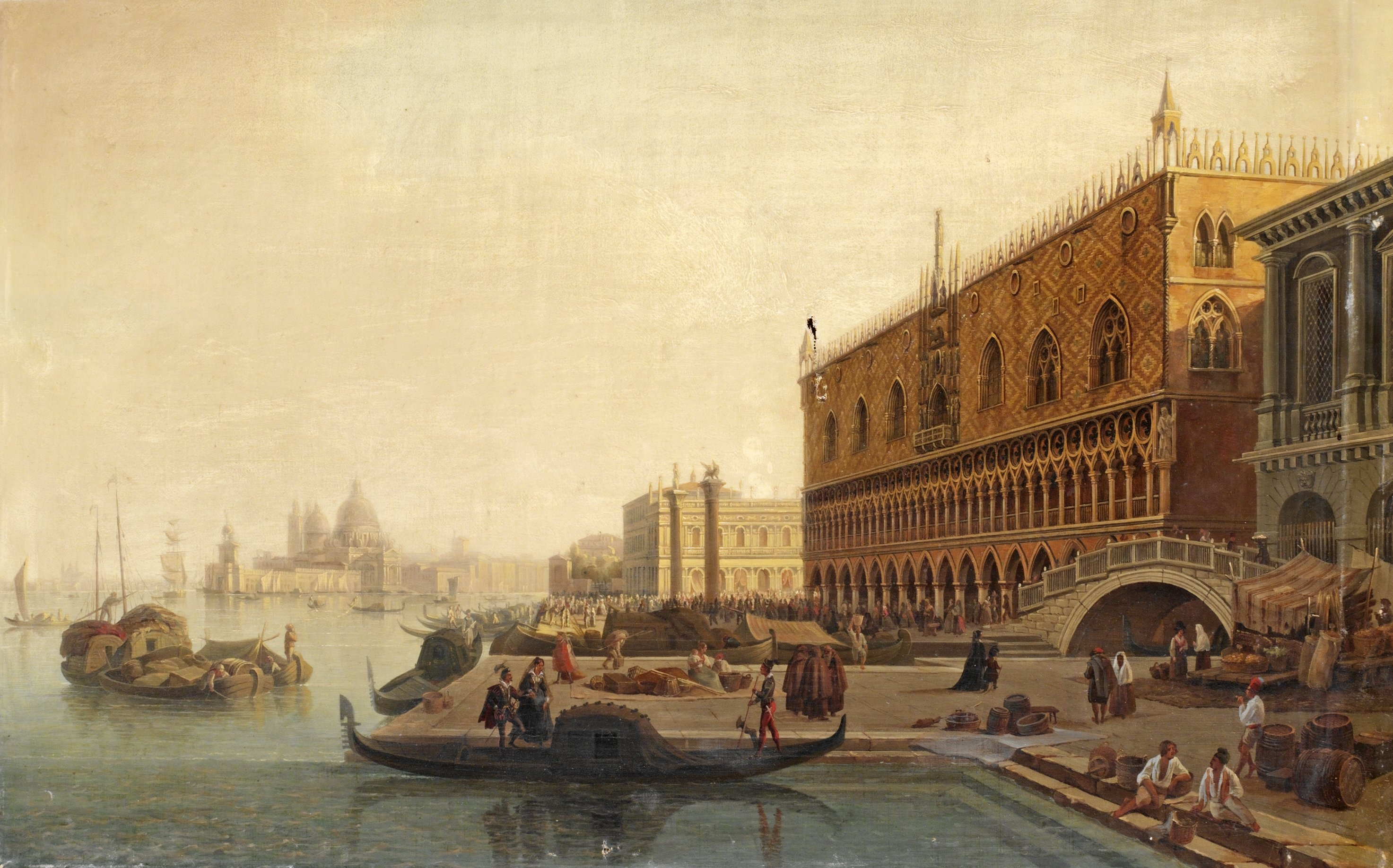
Venedig, 1843
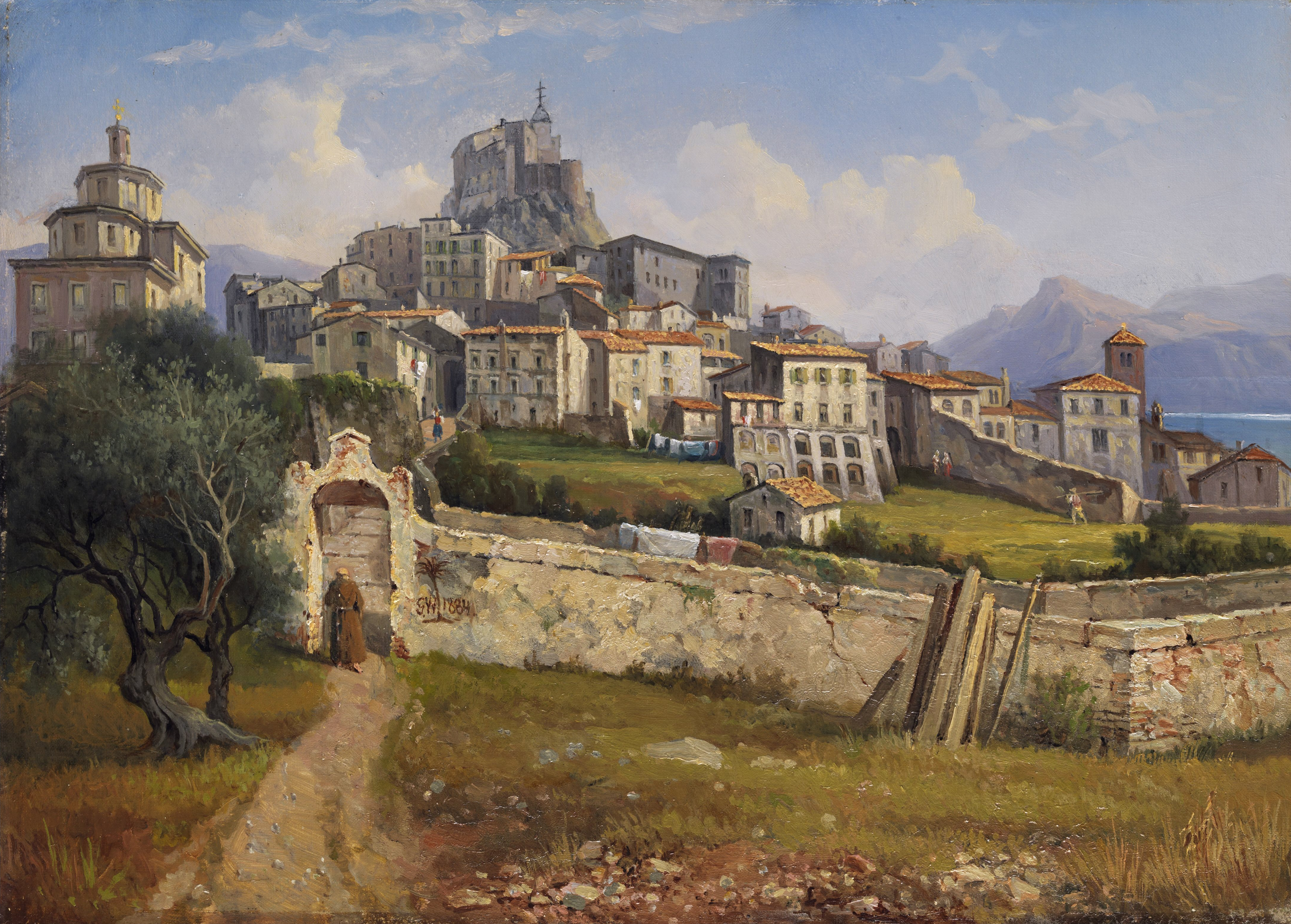
Blick auf Subiaco, 1884
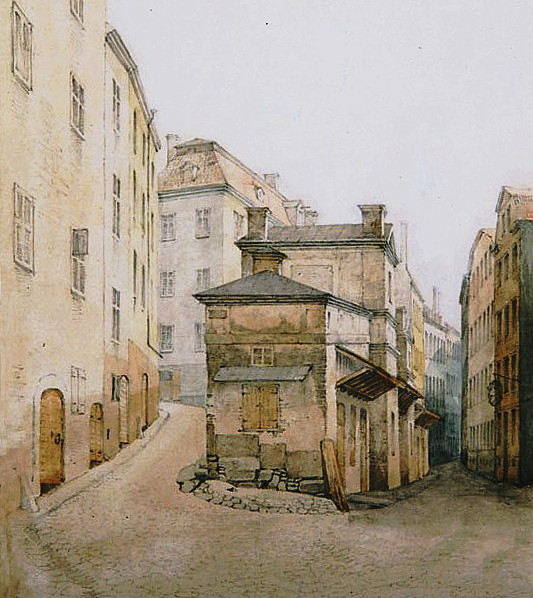
Kvarteret Medea, Gamla stan, Stockholm, 1865
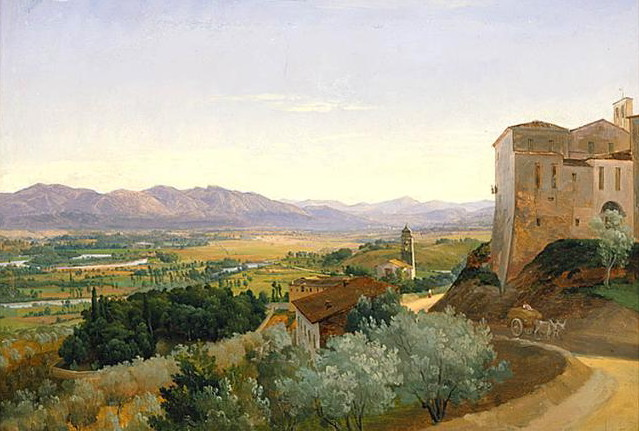
Utsikt från Nardi
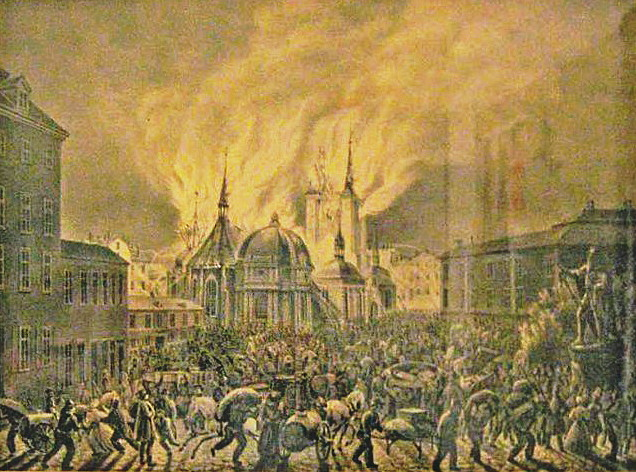
Riddarholmskyrkans brand 1835